# You Think
«You Think» es una canción grabada por el grupo femenino surcoreano Girls' Generation. La canción fue lanzada el 19 de agosto de 2015 como el tercer sencillo extraído de su quinto álbum de estudio, titulado Lion Heart, y fue publicada bajo el sello discográfico de SM Entertainment.

## Composición
«You Think» ha sido descrita de diversas maneras por críticos y expertos en la música. Jeff Benjamin de Billboard la ha catalogado como una canción que fusiona elementos de hip-hop y trap. Por otro lado, Arirang la considera una «canción de dance de gran potencia dentro del género pop». La composición musical de la canción se destaca por su uso de voces en tono alto y trompas estridentes, que se han comparado con sutiles tonos de sirena. En cuanto a la lírica, «You Think» transmite una advertencia de una mujer hacia una antigua pareja que está difundiendo rumores negativos sobre ella después de su separación. La canción se convierte en una oportunidad para que Girls' Generation demuestre tanto su talento actoral como sus habilidades vocales excepcionales, según lo expresado por Seohyun, una de las miembros del grupo, en una entrevista.

## Posicionamiento en listas
| Gráfico (2015)                                 | Mejor posición |
| ---------------------------------------------- | -------------- |
| Corea del Sur (Gaon)                           | 30             |
| Estados Unidos (Billboard World Digital Songs) | 3              |

## Historial de lanzamiento
| Región        | Fecha                | Formato(s)                                          | Distribuidora |
| ------------- | -------------------- | --------------------------------------------------- | ------------- |
| Corea del Sur | 22 de agosto de 2015 | Contemporary hit radio, descarga digital, streaming | SM            |
| Mundial       | 22 de agosto de 2015 | Descarga digital, streaming                         | SM            |